# Ninety Seconds
Ninety Seconds es un cortometraje neo-noir de ciencia ficción irlandés dirigido por Gerard Lough y protagonizado por Andrew Norry, Michael Parle, Claire Blennerhassett y Emma Eliza Regan .   Se estrenó en el Festival de Cine Underground Cinema de Dublín el 9 de agosto de 2012.

## Sinopsis
La película está ambientada en un futuro cercano, donde los expertos en vigilancia conocidos como "Techs" asumen tareas moralmente dudosas para clientes adinerados. Mark y su nuevo asistente Ralfi son los mejores en su campo. Rápidamente sienten que algo está fuera de lugar cuando son contratados por el astuto empresario Philips para una tarea inusual que los llevará a un mundo de paranoia, intriga y venganza.Geeks of Doom revisó la película y afirmó que quedaron "instantáneamente intrigados por su oscuridad atravesada por música genial, gráficos ingeniosos y luces cegadoramente brillantes bien colocadas".  The Irish Examiner también revisó el corto, citando su "magnífica banda sonora" como lo más destacado. Después de proyecciones en varios festivales de cine, la película se estrenó online el 11 de febrero de 2013. 